# Wapen van Leerdam

Wapen van Leerdam (1986-2018)

Het wapen van Leerdam is op 18 december 1986 bij Koninklijk Besluit aan de gemeente Leerdam toegekend naar aanleiding van de gemeentelijke herindeling, waarbij Kedichem, Schoonrewoerd en een deel van Heukelum bij de gemeente werden gevoegd. Het oude wapen uit 1816 werd daarbij aangepast door de oude wapens van de toegevoegde gemeenten Schoonrewoerd en Kedichem voor de schildhouders te plaatsen. De gemeente Leerdam is op 1 januari 2019 opgegaan in de gemeente Vijfheerenlanden.

## Oorsprong

Het wapen van Leerdam (1816-1986)

De poort in het wapen van Leerdam is afgeleid van de oude stadszegels. De poort kom al voor op een zegel van de stad uit 1595, de schildhoudende leeuwen verschijnen in de 18e eeuw. De schouderschildjes in het nieuwe wapen zijn afgeleid van de wapens van Schoonrewoerd en Kedichem.

## Blazoenering

### Wapen van 1816
De beschrijving van het wapen van 22 juli 1818 is als volgt: "Van goud beladen met een poort met zijne 2 torens van keel, gedekt van lazuur en staande op een terras van sijnople, binnen de poort eene hameide en tegen dezelve een ladder. Het schild gedekt met eene kroon met 5 fleurons en vastgehouden door 2 klimmende leeuwen, alles van goud."

### Wapen van 1986
De beschrijving is als volgt: "In goud, op een grasgrond, een gekanteelde burcht van keel, bestaande uit een geopende poort met opgetrokken valhek, waarin een schuinrechts geplaatste trapleer, beide van sabel, tussen 2 torens, verlicht van het veld en gedekt met puntdaken van azuur, waarop naar rechts waaiende vaantjes van hetzelfde. Het schild gedekt met een gouden kroon van 5 bladeren en gehouden door 2 leeuwen van goud, getongd en genageld van keel, beide met een schouderschildje beladen met 2 beurtelings gekanteelde dwarsbalken, rechts van keel op goud, links goud op azuur."
N.B. In de heraldiek zijn links en rechts gezien vanuit de persoon achter het wapen. Voor de toeschouwer zijn deze dus verwisseld. De heraldische kleuren in de schilden zijn: goud (geel), keel (rood), lazuur (blauw), sinopel (groen) en sabel (zwart).

## Verwante wapens

Het wapen van Schoonrewoerd
Het wapen van Kedichem